# Мравунячен бръмбар
Мравунячните бръмбари (Platyrhopalopsis meleii) са вид насекоми от семейство Бегачи (Carabidae).
Таксонът е описан за пръв път от Джон Обадая Уестуд през 1833 година.